# Bartolomé Mitre
Bartolomé Mitre Martínez (Buenos Aires, 26 juni 1821 – aldaar, 19 januari 1906) was een Argentijns politicus, militair, historicus, schrijver, journalist en staatsman. Hij was president van Argentinië in de periode 1862-1868 en gouverneur van de provincie Buenos Aires in de periode 1860-1862. 
Hij was een van de leiders van de Unitaire Partij, die de hegemonie van de stad Buenos Aires over de rest van de provincies steunde. Hij zegevierde in de beslissende Slag bij Pavón in 1861 tijdens de Argentijnse Burgeroorlogen, die een einde maakte aan de Argentijnse Confederatie en de eenmaking van het land consolideerde. Toen hij het jaar daarop het presidentschap aanvaardde, werd hij de eerste constitutionele president die een verenigd Argentinië bestuurde. 
Hij was de stichter en leider van de Nationalistische Partij, de Burgerunie - waarmee hij de revolutie van 1890 organiseerde - en de Nationale Burgerunie. In 1870 richtte hij de krant La Nación op, een van de oudste van het land, die nog steeds actief is. Zijn geschiedenisboeken vormden de zogenaamde "Mitristische geschiedenis", die beschouwd wordt als de "officiële geschiedenis" van de liberaal-conservatieve visie.
- autores.uy: 4191
- Bibsys: 99048847
- Biblioteca Nacional de España: XX1725412
- Bibliothèque nationale de France: cb121737074 (data)
- Catàleg d'autoritats de noms i títols de Catalunya: 981058528088606706
- CiNii: DA14182008
- Gemeinsame Normdatei: 118784285
- International Standard Name Identifier: 0000 0001 1668 5858
- Library of Congress Control Number: n80165241
- Nationale Bibliotheek van Letland: 000193313
- Nationale bibliotheek van Australië: 36556360
- Nationale Bibliotheek van Israël: 987007270931505171
- Nationale Bibliotheek van Polen: a0000002137096
- Nederlandse Thesaurus van Auteursnamen: 071949461
- Réseau des bibliothèques de Suisse occidentale: 02-A005233807
- Istituto Centrale per il Catalogo Unico: RAVV072576
- SNAC: w6mp7fr6
- Système universitaire de documentation: 030289491
- Trove: 1290458
- Virtual International Authority File: 71432318
- WorldCat: E39PBJktmVHJBD6JfHT7W6HKVC